# هانس اندرسن
هانس اندرسن (انگلیسی: Hans Andersen؛ زادهٔ ۱۲ مارس ۱۹۳۹) بازیکن سابق فوتبال اهل دانمارک است که در پست هافبک بازی می‌کرد.
وی در تیم ملی فوتبال دانمارک بازی کرده است.